# Jacques Dupuis
Jacques Dupuis (Huppaye, 5. prosinca 1923. – Rim, 28. prosinca 2004.) bio je belgijski isusovac i teolog.
Od 1948. do 1984. predavao je na isusovačkom učilištu u Kalkuti, a zatim i na rimskom sveučilištu Gregoriana gdje je bio urednik sveučilišnoga glasila Gregorianum. Zbog sadržaja svoje knjige Prema kršćanskoj teologiji religioznoga pluralizma bio je pod istragom Ureda Svete Stolice odgovornoga za nauk vjere. Nakon toga se obvezao na poslušnost u vidu pridržavanja, u svojoj teološkoj aktivnosti, crkvenih doktrinarnih sadržaja.

## Djela
- Isus Krist ususret religijama
- A vi, što vi kažete tko sam ja? Uvod u kristologiju
- Prema kršćanskoj teologiji religioznoga pluralizma

### Članci
- Perić, Ratko. 2003. Povod o deklaraciji Dominus Iesus. Vrhbosnensia. Univerzitet u Sarajevu – Katolički bogoslovni fakultet. Sarajevo. 7 (1): 9–24